# Zornia reptans
Zornia reptans är en ärtväxtart som beskrevs av Hermann August Theodor Harms. Zornia reptans ingår i släktet Zornia och familjen ärtväxter. Inga underarter finns listade i Catalogue of Life.